# Verdena
I Verdena sono un gruppo musicale rock italiano formatosi ad Albino (Bergamo) nel 1995.

## Storia del gruppo

### Origini
Il gruppo nasce nel 1995 ad opera dei fratelli Alberto Ferrari (6 ottobre 1978) (voce, chitarra) e Luca Ferrari (28 agosto 1981) (batteria).
Nel 1996 il duo, dopo aver esplorato diversi generi musicali e aver cambiato alcuni bassisti, tra cui Maurizio Brazzoduro (bassista del primo demo tape Froll Sound), conosce Roberta Sammarelli (3 maggio 1979) che ai tempi suonava la chitarra in un gruppo punk femminile di Bergamo, le Porno Nuns, e con la quale Alberto intrattenne una relazione per qualche tempo.
In quello stesso anno registrano il loro primo demo Froll sound, con testi quasi interamente in inglese, dove si possono sentire nettamente le influenze dei Nirvana.
Il gruppo decide di chiamarsi inizialmente "Verbena", (Alberto lo urla in Nella schiuma, una canzone del loro secondo demotape), nome di una pianta, salvo successivamente decidere di cambiare la "b" in "d" una volta scoperta l'esistenza di un gruppo statunitense con lo stesso nome. La sorte tra l'altro vuole che tale band sia prodotta da Dave Grohl (ex batterista dei Nirvana); nota è l'etichetta di "Nirvana italiani" che la stampa affibbia ai Verdena sin dagli esordi.
Dopo questo primo demotape il bassista Maurizio Brazzoduro viene sostituito da Roberta Sammarelli. Con questa formazione, nel luglio 1997, il trio registra il secondo e ultimo demotape (stavolta con i testi completamente in italiano), col quale vincono le selezioni regionali di Arezzo Wave suonando al Bloom di Mezzago. Compaiono con la canzone Fiato adolescenziale nella compilation Soniche Avventure della Fridge Records, mentre le attività seguono gli indirizzi del manager Giabini, così che tra il '97 e il '98 gli ormai Verdena suonano dal vivo nelle province di Bergamo, Brescia, Milano e Savona.
Entrano intanto in contatto con numerose etichette indipendenti, ma è nel settembre del 1998 che la band accetta la proposta di Black Out/Universal (scoperti da Luca Fantacone) con cui firma un contratto pochi mesi più tardi.

### Il primo album e il successo
Nel marzo 1999 il trio inizia a lavorare all'album di debutto Verdena allo Studio Emme di Firenze, album che venderà più di quarantamila copie e varrà alla band il "Premio PIM" di Repubblica come "Miglior gruppo rivelazione del 1999". La produzione è affidata a Giorgio Canali (ex-chitarrista di CCCP Fedeli alla linea, ai tempi membro dei CSI) che insieme alla band riesce a concludere i lavori dopo circa un mese.
L'attività live dei Verdena si intensifica, suonano con i Marlene Kuntz, a giugno al Gods of Metal e all'Heineken Jammin' Festival, sempre in estate allo Jesolo Beach Bum Festival ed all'Independent Days Festival.
Il 21 giugno 1999 esce il primo singolo estratto dall'album d'esordio: Valvonauta. Il pezzo, promosso da un videoclip diretto da Francesco Fei e trasmesso frequentemente su MTV, diventa in breve un successo nel panorama indie rock italiano. Il 30 settembre 1999 l'album è in vendita nei negozi ed il 18 ottobre la band inizia il proprio tour italiano. Il secondo singolo da Verdena è Viba; al suo interno vi sono altri tre brani: Stenuo, Cretina e Sunshine of Your Love (cover dei Cream).
Nel febbraio 2000 i Verdena pubblicano una versione in vinile del loro album di debutto, includendo una nuova canzone, Ormogenia, cantata dalla bassista Roberta Sammarelli.
In questo periodo la band prova nuove idee, stratificando maggiormente il proprio suono con l'aggiunta delle tastiere

### Solo un grande sassoeIl suicidio dei samurai
Il 15 giugno 2001 esce l'EP Spaceman EP contenente tre inediti tra cui Reverberation, una cover dei 13th Floor Elevators. Il singolo anticipa l'uscita del secondo album della band, Solo un grande sasso, risultato di due mesi di registrazione nello Studio Next di Mauro Pagani con la produzione di Manuel Agnelli, frontman degli Afterhours.
Il disco, appena uscito, ottiene ampi consensi dalla critica musicale e guadagna in breve la sesta posizione della classifica FIMI.
Il 26 ottobre 2001 iniziano il tour di Solo un grande sasso che li vede impegnati per tutto il 2002, con date in tutta Italia e partecipazioni a due festival olandesi. Nel frattempo nella formazione si aggiungono prima il pianista/tastierista milanese Diego Maggi e poi il tastierista Fidel Fogaroli.
Come per il primo album, anche di Solo un grande sasso viene pubblicata in seguito un'edizione su vinile includendo una canzone non presente nell'edizione su CD, chiamata Il tramonto degli stupidi.
Nel 2003 i Verdena registrano tre cover (Search & Destroy, TV Eye degli Stooges e Across the Universe dei Beatles) assieme a Manuel Agnelli. Nell'estate dello stesso anno il gruppo inizia le registrazioni del terzo album, Il suicidio dei samurai. L'album esce ad inizio 2004, anticipato dall'EP Luna EP. Come accaduto per Solo un grande sasso, anche in questo caso la critica accoglie benissimo l'album. Alberto Ferrari utilizza l'aggettivo "rude" per descrivere il nuovo album (per Solo un grande sasso aveva utilizzato "cosmico").
Il 2004 è caratterizzato da una lunga tournée (più di 90 date) che parte il 21 febbraio per terminare il 26 dicembre (nei primi giorni di febbraio la band propone un piccolo assaggio del nuovo disco in tre concerti di circa 40 minuti presso tre negozi della catena Fnac).
il 18 aprile 2005 Il suicidio dei samurai, uscito nel gennaio 2004 ed entrato in classifica nei primi posti della top ten italiana, verrà pubblicato in Svizzera, il 12 settembre in Germania.
Sempre nel mese di aprile 2005 i Verdena faranno un tour promozionale in alcune città tedesche e svizzere.
Dopo molte date in Italia, Germania e Svizzera, nel dicembre 2005 inizia la prima fase di scrittura del quarto disco nell'Henhouse Studio, così denominato per essere stato originariamente il pollaio dietro casa Ferrari, poi riadattato a studio di registrazione.
Nel mese di aprile 2006 esce per la prestigiosa etichetta francese Barclay (la stessa che ha lanciato i Noir Désir) Il Suicidio dei Samurai, il disco della band pubblicato nel gennaio 2004. Anche qui, come in Germania, Svizzera, Austria, il disco viene pubblicato nella sua versione originale.
L'album viene distribuito nei negozi francesi lunedì 10 aprile 2006. Finito il tour all'estero e dopo un'apparizione unica in Italia all'Arezzo Wave, la band torna nello studio di registrazione.

### Requiem
Dopo diversi mesi spesi in sala a registrare, il 16 marzo 2007 esce il quarto disco, Requiem. Quindici tracce che spaziano dal rock più duro al grunge degli anni novanta, con forti ricordi psichedelici anni settanta e allo stoner rock. Il disco viene anticipato dal tour italiano. Con l'uscita del quarto album il tastierista Fidel abbandona il gruppo; tuttavia ha preso parte alle registrazioni dell'album.
Anche Requiem viene pubblicato in Germania, Svizzera, Austria e Francia inizialmente, e successivamente anche in Spagna.
Il 29 giugno 2007 è stato pubblicato Caños EP che contiene, oltre al brano che dà il nome all'EP, anche quattro brani inediti (Malaga, L'ora è buia, Parabellum e Fluido) oltre a una cover di Elvis Presley, His Latest Flame (Marie's the Name). L'EP segna un cambio di direzione riguardo alle sonorità dei Verdena: le influenze elettroniche iniziano infatti ad occupare una porzione significativa del disco, come dimostra Parabellum, dove viene rielaborata una traccia musicale di Stefano Facchielli (alias D.RaD, sezione elettronica degli Almamegretta) scomparso nel 2004.

### Post-Requiem Tour
Nel settembre 2009 Alberto e Luca Ferrari danno vita assieme al batterista Paolo Serra e ad altri amici il progetto Betoschi con cui pubblicano l'album 83705CH1, presentato anche dal vivo con una serie ridotta di date nell'ottobre del 2009.
Nel novembre 2009 al duo Marco Fasolo-Liviano Mos dei Jennifer Gentle si uniscono per alcune date live 2/3 dei Verdena ossia Alberto Ferrari al basso e Luca Ferrari alla batteria.

### WOW,Radare la raccolta degli EP
Il quinto album della band si chiama Wow ed è stato pubblicato il 18 gennaio 2011. Il Wow Tour 2011 si apre il 26 gennaio 2011 a Roma e si conclude il 27 dicembre dello stesso anno al Bloom di Mezzago.
Dal 13 dicembre 2010 il video di Razzi arpia inferno e fiamme, il singolo che anticipa l'uscita dell'album Wow, è in rotazione su Rock TV e Deejay TV, mentre dal 14 dicembre 2010 il video è in rotazione anche su Brand:New Chart, new entry in classifica in dodicesima posizione. Il video è in rotazione anche su MTV+. Il disco è stato prodotto anche in vinile. La prima produzione uscita il 30 gennaio 2011 comprendeva 1 000 copie. Due giorni prima dell'uscita dei vinili, il disco Wow raggiunge la seconda posizione nella classifica dei dischi in Italia (dietro ad Io e te di Gianna Nannini). Con questo disco i Verdena conquistano anche le copertine dei mensili Rumore e Rockerilla di gennaio 2011.
Nel tour di Wow dopo vari sold out (le due date a Roma, Milano, Torino, Bologna, Bari, Perugia, Firenze, Brescia, Ravenna, Palermo e Catania) vengono aggiunte nuove date al calendario: Roma, Vicenza, Quero, Brescia, Seregno, Perugia, Cosenza ed al prestigioso Sziget Festival a Budapest, in Ungheria.
Il secondo singolo estratto da Wow, intitolato Scegli me (Un mondo che tu non vuoi), è uscito nelle radio il 18 marzo 2011.
Il 18 aprile invece, la Universal pubblica una raccolta dei 7 EP della band, Verdena - 7EP Limited Edition, pubblicati tra il 1999 e il 2007 e ormai introvabili nei negozi.
Il 31 maggio 2011 pubblicano come allegato alla rivista XL la Repubblica un EP solo per il mese di giugno dal titolo Radar (Ejabbabbaje), contenente 10 brani tra live, inediti e remix.
Il 4 giugno 2011 riparte a Gradisca d'Isonzo il Wow Tour 2011 con le date estive. Tra le esibizioni più significative vi sono quella a Firenze, nella Piazza Santa Croce, e all'Heineken Jammin Festival a Mestre. I Verdena oltretutto faranno tappa anche all'estero a Budapest (Ungheria) allo Sziget Festival e a Novi Sad in Serbia all'Exit Festival. Il 10 settembre 2011 il Wow Tour 2011 viene premiato con il premio "KeepOn 100%Live 2011" come "Miglior Tour Rock" presso il Live Club di Trezzo sull'Adda.
Il 20 settembre 2011 esce la versione deluxe di Wow, contenente, oltre al CD, un DVD, Amatour, con video amatoriali realizzati dalla band durante il tour. Il 9 novembre 2011 esce in anteprima sul sito Wired.it il video del terzo singolo estratto da Wow, Miglioramento.
Nel novembre del 2011 fanno delle comparsate in alcune scene del film di Enrico Lando I soliti idioti - Il film
A fine 2013 Wow è stato certificato disco d'oro per aver superato le 30 000 copie vendute. Archiviato il 6 ottobre 2014 in Internet Archive.

### Post-Wow Tour
Il 14 marzo 2012 viene presentata la prima biografia del gruppo:  Un mondo del tutto differente. La storia di Wow e dei Verdena scritta da Emiliano Colasanti in contemporanea con una mostra personale di Luca Ferrari al Bloom di Mezzago intitolata Immagini per forza.
Nel luglio del 2012 fanno da gruppo spalla ai The Flaming Lips per le loro due date italiane a Padova il 10 e a Torino l'11.
Queste sono state le uniche date dei Verdena nel 2012, poiché il gruppo stava lavorando su Endkadenz.
Nel settembre 2012 il gruppo ha inciso la cover della canzone Moby Dick e ha fornito dei frammenti per la trasmissione omonima di Rai Radio 2.
Nell'estate e successivamente nell'autunno del 2012 al duo Marco Fasolo-Liviano Mos dei Jennifer Gentle si uniscono Alberto Ferrari (al basso) e Luca Ferrari (alla batteria) per una decina di concerti.
Il 29 maggio 2013 i Verdena comunicano che sono entrati in studio per iniziare le registrazioni del nuovo album.
Il 20 novembre 2014, i Verdena hanno confermato la conclusione delle registrazioni del nuovo album.

### Endkadenz
Il 18 dicembre 2014, i Verdena hanno annunciato l'uscita in due volumi della loro ultima fatica discografica. Il 27 dicembre 2014, a un mese esatto dalla pubblicazione del loro nuovo album, annunciano il titolo, la copertina e la tracklist di Endkadenz Vol. 1.
L'8 gennaio 2015 è stato reso noto dalla band bergamasca il primo singolo estratto da Endkadenz Vol. 1, Un po' esageri.
Il 23 gennaio 2015 viene annunciato il nuovo membro del gruppo, Giuseppe Chiara, turnista che accompagnerà il gruppo durante le esibizioni dal vivo. È interessante o quantomeno inusuale il modo in cui Chiara è stato ingaggiato dai Verdena: Roberta Sammarelli sotto lo pseudonimo di "Eleanor Spinetti" ha pubblicato un annuncio sul sito internet Villaggio Musicale. Recitava così: "Gruppo rock avviato in zona Bergamo cerca musicista esperto, uomo o donna tra i 18 e i 40 anni, che sappia suonare tastiere, chitarra e cantare (per seconde voci), per tour impegnativi in Italia e in Europa. Richiesto molto tempo, impegno e soprattutto passione. No cover". Successivamente il gruppo ha provato con vari musicisti che hanno risposto all'annuncio, selezionando alla fine proprio Giuseppe Chiara.
Dopo la promozione dell'album nelle librerie Feltrinelli di diverse città italiane (dal 26 al 29 gennaio a Milano, Roma, Napoli e Bari), inizia la prima parte del tour (9 date tra la fine di febbraio e l'inizio di marzo) insieme ai Jennifer Gentle. La seconda parte del tour dedicato al primo volume parte a fine marzo e non include i Jennifer Gentle.
Il 22 maggio 2015 viene annunciato il secondo singolo estratto dal primo volume di Endkadenz, Contro la ragione accompagnato da un video diretto da Pepsy Romanoff, mentre il 31 luglio esce il terzo e ultimo singolo, Nevischio il cui video (montaggio di Marianna Schivardi) è stato girato durante due date del tour di Endkadenz Vol. 1, il 2 marzo a Milano (riprese di Paolo De Francesco, Jarno Iotti e Nico Cagarelli) e il 15 luglio a Roma (riprese di Dandaddy e Davide Caucci).
Il 28 agosto 2015 esce Endkadenz Vol. 2, seconda parte di Endkadenz, in contemporanea viene rilasciato anche il primo singolo estratto dal secondo volume, Colle immane con un video diretto da Sansone Pomponny.
Il 3 dicembre 2015, tramite la pagina Facebook della band, viene promosso il videoclip di Identikit, secondo singolo di Endkadenz Vol. 2, diretto dallo stesso Alberto Ferrari.
Per tutto il 2015 le date dell'Endkadenz tour hanno registrato un grande successo, e nel 2016 le esibizioni dal vivo proseguono.
Sulla propria pagina Facebook, la band annuncia per il mese di maggio l'European Endkadenz Tour 2016, che vedrà appunto i Verdena portare la loro musica in giro per l'Europa, con 8 date rispettivamente a Barcellona, Parigi, Colonia, Londra, Monaco, Lussemburgo, Berlino e Amburgo. Il tour europeo viene però anticipato da una breve serie di date italiane, dove i Verdena suonano in "piccoli club", compresi alcuni locali storici dove esordirono alla fine degli anni '90 (es. il Bloom di Mezzago). La scaletta rispetto al 2015 è diversa, e si conclude con una cover in inglese (un brano scelto a rotazione tra Nirvana, Melvins e Led Zeppelin, tutte band che hanno notoriamente influenzato il gruppo bergamasco).
In giugno, vengono annunciati a sorpresa altri 6 concerti estivi in Italia (Caerano di San Marco, Cesena, Pesaro, Olbia, Prato e Desio) dove saranno suonati solo brani di Endkadenz 1 e 2.
Il 2 settembre 2016 esce uno split (ossia un EP "in comune" tra due artisti, che occupano un lato per ciascuno del vinile) in collaborazione con Iosonouncane, il titolo è semplicemente Split EP. I due decidono che ognuno registrerà una coppia di cover dell'altro artista. I Verdena eseguono due brani tratti dall'album DIE di Iosonouncane, ossia Tanca e Carne, mentre quest'ultimo registra una cover per ogni volume di Endkadenz, scegliendo Diluvio e Identikit.
Nel 2017 il batterista Luca Ferrari, insieme al duo Giuradei e al chitarrista dei Marta sui Tubi, Carmelo Pipitone, forma il gruppo musicale Dunk. La band pubblica un album omonimo nel gennaio 2018 (anticipato dai singoli È altro e Noi non siamo del 2017) e due singoli, L'originale e Capitale, nell'ottobre 2018.

### America Latinae il nuovo albumVolevo Magia
Il 7 settembre 2021 viene annunciato che le musiche del film America Latina sono state realizzate dai Verdena, e il 13 gennaio 2022, sempre tramite i canali social, vengono fornite maggiori informazioni sulla produzione della colonna sonora del film dei fratelli Damiano e Fabio D'Innocenzo, tra le quali la data di pubblicazione dell'album omonimo nonché la copertina. La band spiega di aver sottoposto alla regia del materiale inedito mai utilizzato prima. Tra questo materiale vi era Fenuk, una compilation di suite strumentali registrate da Luca Ferrari a casa con un 4 piste a cassetta nel 2010, nello stesso periodo in cui il fratello Alberto era impegnato nella scrittura dei testi di Wow. Tra le 31 tracce di Fenuk i fratelli D'Innocenzo hanno individuato due temi che sono stati poi sviluppati in diverse variazioni. Così, mentre i fratelli D'Innocenzo giravano il film i Verdena hanno sviluppato i temi musicali, con un costante e continuo confronto. I brani più rappresentativi sono stati raccolti in un album: America Latina. Music inspired by the film.
Lo stesso giorno viene pubblicato il primo brano estratto dall'album: Scintillatore (Bambola a gas).
L'album, uscito il 28 gennaio 2022 in digitale e in vinile a tiratura limitata e numerata di sole 1500 copie.
A sorpresa, dopo un'attesa lunga sette anni in cui hanno pubblicato solamente un EP e una colonna sonora, il 9 giugno 2022 annunciano l'uscita di un nuovo album che avverrà il 23 settembre seguente, con tour promozionale che prenderà il via a fine ottobre dall'Estragon di Bologna per concludersi a fine novembre del 2022.
Successivamente la band pubblica sul proprio canale social Instagram la copertina del disco, intitolato Volevo Magia, e i titoli delle 13 tracce. Nel frattempo diverse date del Volevo Magia Tour 2022 vengono raddoppiate, a testimonianza dell'entusiasmo dei fans per il ritorno sulle scene della rockband bergamasca.
Il 19 settembre 2022 esce il primo singolo Chaise Longue.

## Stile

### Musica
I Verdena si sono subito contraddistinti all'interno del panorama musicale italiano, soprattutto nella scena indie e alternative rock, per il loro peculiare stile musicale, che trae liberamente ispirazione da quel suono vicino al grunge e all'alternative rock americano. Tuttavia il suono della band lombarda ha sempre mostrato all'interno del proprio stile una forte vena psichedelica e shoegaze.
Inizialmente, i primi album erano semplicisticamente visti come appartenenti al filone del rock alternativo e del grunge con all'interno alcuni elementi provenienti dal rock psichedelico e dal noise; con il passare del tempo, questa loro vena eclettica è andata sempre più accentuandosi, incorporando all'interno del proprio stile un suono più sporco, complesso ed elaborato variando e sperimentando altri generi come il rock progressivo e lo stoner rock.

### Testi
(Alberto Ferrari)
(Alberto Ferrari)
(Alberto Ferrari)
Alberto Ferrari scrive i testi delle loro canzoni, che sono stati spesso oggetto di critiche per la mancanza di contenuti; il frontman del gruppo ha tuttavia dichiarato più volte di scrivere esclusivamente in funzione della melodia e della musica, affinché le parole diano soltanto "colore al disco", senza quindi raccontare storie o trasmettere qualche significato preciso. I testi non sono scritti però con la tecnica del cut-up (tipica dei primi album in italiano degli Afterhours). La composizione dei testi avviene prima cantando in un finto inglese sulla base musicale del brano, per poi sostituire i termini inglesi con parole italiane che suonino bene. I testi, come già detto, non hanno un significato narrativo o politico, ma sono per Alberto delle allucinazioni quasi oniriche.
In un'altra intervista Alberto ha dichiarato: «Possono secondo me essere interpretati in modo diverso, in base alla persona, o al momento. [...] Ognuno vive le cose in modo diverso e le sente in modo diverso. I miei testi non hanno senso, e allo stesso tempo ne hanno più di uno. Possono averne anche tre/quattro.» Sono comunque testi personali, spiega Alberto «Anche quando dico "tu" sono io. [...] Sono io allo specchio. [...] Anche "lei" posso essere io. Anche "loro".»

## L'Henhouse
Alberto Ferrari e Luca Ferrari cominciano a suonare nello studio Henhouse (in italiano pollaio) dal 1992.
Nel 2001 esce l'album Solo un grande sasso; il disco è registrato quasi interamente alle Officine Meccaniche di Mauro Pagani, eccetto per la traccia "La tua fretta", registrata all'Henhouse. Dal disco successivo Il suicidio dei samurai la band registra autonomamente gli album nell'Henhouse. L'Henhouse era realmente un pollaio prima che il gruppo lo trasformasse in uno studio di registrazione. Nel 2004 lo studio di registrazione è stato ampliato per la registrazione dell'album Il suicidio dei samurai con la costruzione della sala di regia dotata di mixer e registratore a bobina 24 tracce. Nel 2011 il sito Rockit registra un'intervista al gruppo (realizzata da Carlo Pastore) e dei pezzi live dall'album Wow proprio nel pollaio. Nell'Ottocento l'henhouse era la mensa di una scuola che ospitava una decina di alunni.

## Altri lavori
- Luca Ferrari e Roberta Sammarelli nel 2001 hanno partecipato alle sessioni di registrazione dell'album Immaginaria degli Almamegretta suonando rispettivamente sintetizzatore e violino.
- Nel 2006 Alberto e Luca hanno partecipato all'album Toilette Memoria di Moltheni e all'album Half Untruths degli Hoghwash. Sempre nello stesso anno Luca ha partecipato come batterista in Afterhours, una cover dei Velvet Underground del gruppo Love in Elevator.
- Nel 2008 Alberto e Luca, insieme ad altri amici, hanno dato vita al progetto musicaleB5705CH1 con il quale pubblicano un album nel 2009 stampato su vinile in tiratura limitata a 300 copie.
- Roberta Sammarelli ha partecipato nel 2012 ad un mini-tour con i Sadside Project.
- Dal 2009 al 2013 Alberto e Luca hanno accompagnato più volte i Jennifer Gentle nei live, suonando rispettivamente basso e batteria.
- Nel 2013 hanno partecipato all'album di cover "Why Hast Thou forsaken Me?", progetto benefico ideato da Marco Fasolo dei Jennifer Gentle a favore de "La Città della Speranza", registrando Mother di John Lennon assieme allo stesso Fasolo.[44]
- Nell'aprile 2017 Alberto Ferrari ha sonorizzato il film muto Genuine, girato nel 1920 da Robert Wiene, in quattro date patrocinate dal festival Transit di Trento e dal Museo Nazionale del Cinema di Torino.[45]
- Nel novembre/dicembre 2017, Alberto Ferrari e Marco Fasolo (dei Jennifer Gentle) hanno accompagnato la band The Winstons (formata da Enrico Gabrielli, Roberto Dell'Era e Lino Gitto) in un mini-tour reinterpretando l’album The Piper at the Gates of Dawn dei Pink Floyd (nel cinquantennale della sua uscita).[46]
- Nel 2017 Luca Ferrari forma con Ettore e Marco Giuradei e Carmelo Pipitone (Marta sui Tubi) il gruppo Dunk.[47] Nel gennaio 2018 i quattro pubblicano l'omonimo disco d’esordio.[48]
- Nel gennaio 2018 gli Universal Sex Arena pubblicano il singolo “Horizon of Barking Dogs”, che vede la partecipazione di Luca Ferrari.[49]
- Nel novembre 2018 gli I hate my village pubblicano il singolo "Tony Hawk of Ghana", con la partecipazione di Alberto Ferrari alla voce. Il 18 gennaio 2019 la band pubblica l'omonimo album d'esordio I Hate My Village, seguito da un tour che vede Alberto Ferrari nel ruolo di cantante e secondo chitarrista.[50]  Video I Hate My Village - Tony Hawk of Ghana.
- L'8 novembre 2019 viene pubblicato Rec, primo album degli Animatronic, band formata da Luca Ferrari alla batteria, Luca "Worm" Terzi alla chitarra elettrica e Nico Atzori al basso elettrico. Il disco viene registrato e mixato da Alberto Ferrari all'Henhouse Studio ed è preceduto dal singolo Fl1pper#, uscito l'11 ottobre.[51]
- Luca Ferrari dal 2016 suona la batteria per il progetto Claudia Buzzetti and The Hootenanny con cui ha pubblicato nel 2021 l'album 7 Years Crying.

## Formazione
- Alberto Ferrari – voce, chitarra, pianoforte, tastiere, basso (1995-presente)
- Roberta Sammarelli – basso, tastiere, cori (1996-presente)
- Luca Ferrari – batteria, percussioni, synth, tastiere (1995-presente)

### Collaboratori dal vivo
- Carlo Maria Toller – tastiere, chitarra ritmica, cori (2022-presente)[52]

### Ex membri e collaboratori dal vivo
- Stefano Scotti - basso (1996)
- Maurizio Brazzoduro - basso (1996)[4]
- Roberto Remondi – rhodes (2001) [53]
- Diego Maggi – rhodes e mellotron (2001-2002)
- Fidel Fogaroli – tastiere, chitarra e cori (2002-2006)
- Andrea "Chaki" Gaspari – synth, moog, mellotron (2004-2005, 2007-2008, 2013-2014) [54]
- Omid Kazemijazi (Omid Jazi) – tastiere, chitarra e cori (2011-2012)
- Giuseppe Chiara – tastiere, chitarra e cori (2015-2017)[32]

Timeline

## Discografia

### Album in studio
- 1999 – Verdena
- 2001 – Solo un grande sasso
- 2004 – Il suicidio dei samurai
- 2007 – Requiem
- 2011 – Wow
- 2015 – Endkadenz Vol. 1/Endkadenz Vol. 2
- 2022 – Volevo magia

### EP
- 1999 – Valvonauta
- 2000 – Viba
- 2001 – Spaceman
- 2002 – Miami Safari
- 2004 – Luna
- 2004 – Elefante
- 2007 – Caños
- 2016 – Split (con Iosonouncane)

### Raccolte
- 2011 – Verdena - 7EP Limited Edition
- 2011 – Radar (Ejabbabbaje)

### Colonne sonore
- 2022 – America Latina

### Demo
- 1996 – Froll Sound
- 1997 – Verdena